# Holubinka bukovka

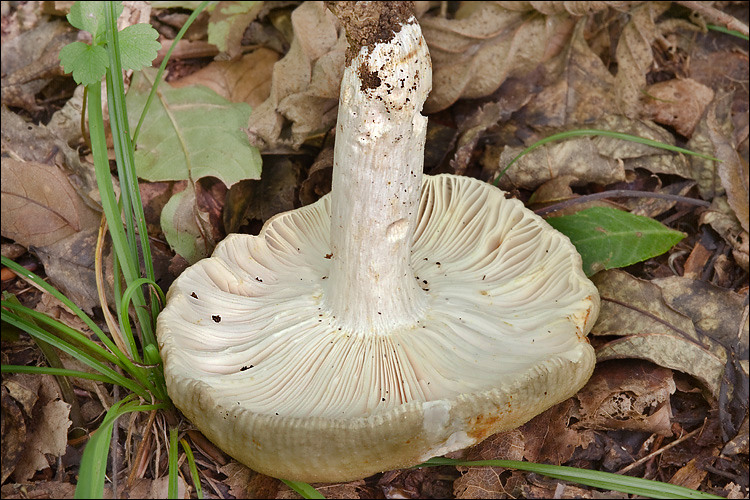
Holubinka bukovka – ukázka zespoda

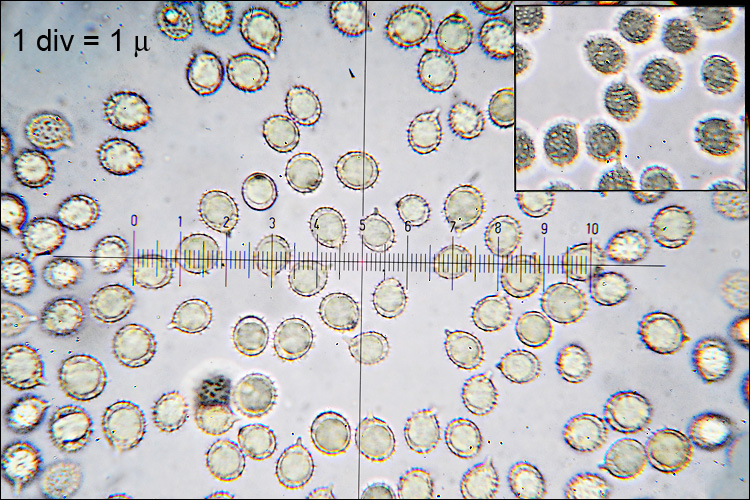
Holubinka bukovka – výtrusy

Holubinka bukovka (Russula heterophylla) je jedlá houba z čeledi holubinkovitých, rostoucí od června do září v listnatých či smíšených prosvětlených lesích. Řadíme ji mezi houby lupenité.

## Popis

### Makroskopický vzhled
Klobouk
5–10 cm v průměru, zpočátku polokulovitý, časem vyklenutý, u starších plodnic plochý a uprostřed prohloubený, na okraji tenký až ostrý, hladký, teprve ve stáří krátce rýhovaný, v různých odstínech zelené, olivové až žlutozelené barvy, uprostřed obvykle tmavší skoro až černozelený, často vínově skvrnitý. Pokožka klobouku je tenká, za sucha matná až jemně sametová, za vlhka je slizká, sloupatelná jen při okrajích klobouku.
Lupeny
4–10 mm vysoké, středně husté, tenké, křehké až lámavé, zúženě připojené na třeň, v blízkosti třeně hojně spojované , proložené kratšími lupénky, napřed bělavé, později smetanové s nažloutlým odstínem, ve stáří a po poranění s rezavě až okrově hnědě skvrnatějícím ostřím.
Třeň
3–7 cm dlouhý, 1–3 cm tlustý, k průměru klobouku spíše krátký, válcovitý a směrem k bázi zúžený, tvrdý až pevně masitý, bílý, pak smetanový a v dolní části rezavě nebo žlutohnědě skvrnatějící.
Dužnina
bílá, po poranění rezavě hnědnoucí, s nenápadným pachem a s mírnou až nasládlou chutí.

### Mikroskopický vzhled
Výtrusy
5–7µm kulovité až elipsovité, někdy tvoří neúplnou síťku. Výtrusový prach je bílý.

## Synonyma
- Agaricus furcatus ß heterophyllus Fr., Syst. mycol. (Lundae) 1: 59 (1821)
- Agaricus galochrous Fr., Observ. mycol. (Havniae) 1: 65 (1815)
- Agaricus heterophyllus (Fr.) Sacc., Syll. fung. (Abellini) 5: 446 (1887)
- Agaricus lividus Pers., Syn. meth. fung. (Göttingen) 2: 446 (1801)
- Agaricus vescus Vent.
- Omphalomyces galochrous (Fr.) Earle, Bull. New York Bot. Gard. 5: 410 (1909)
- Russula furcata var. heterophylla (Fr.) P. Kumm., Führ. Pilzk. (Zerbst): 102 (1871)
- Russula galochroa (Fr.) Fr., Hymenomyc. eur. (Upsaliae): 447 (1874)
- Russula heterophylla f. adusta J.E. Lange, Fl. Agaric. Danic. 5: 71 (1940)
- Russula heterophylla f. galochroa (Fr.) Singer, Z. Pilzk. 2(1): 5 (1923)
- Russula heterophylla (Fr.) Fr., Epicr. syst. mycol. (Upsaliae): 352 (1838) [1836–1838] f. heterophylla
- Russula heterophylla f. laeticolor Donelli, Mostr. Regg. Fung.: 28 (1995)
- Russula heterophylla f. pseudo-ochroleuca Romagn. ex Carteret & Reumaux [as 'pseudoochroleuca'], Bull. Soc. mycol. Fr. 120(1-4): 201 (2005) [2004]
- Russula heterophylla f. pseudo-ochroleuca Romagn., (1962)
- Russula heterophylla var. avellanae Zvára, Mykologia (Prague) 8: 72 (1927)
- Russula heterophylla var. chloridicolor Carteret & Reumaux, Bull. Soc. mycol. Fr. 120(1-4): 203 (2005) [2004]
- Russula heterophylla var. galochroa (Fr.) Fr., Epicr. syst. mycol. (Upsaliae): 352 (1838) [1836–1838]
- Russula heterophylla Fr., Epicr. syst. mycol. (Upsaliae): 352 (1838) [1836–1838] var. heterophylla
- Russula heterophylla var. livescens Gillet, Hyménomycètes (Alençon): 241 (1876) [1878]
- Russula heterophylla var. livida Gillet, Hyménomycètes (Alençon): 241 (1876) [1878]
- Russula heterophylla var. vesca (Fr.) Bohus & Babos, (1960)
- Russula heterophylla var. virginea (Cooke & Massee) A. Pearson & Dennis, Trans. Br. mycol. Soc. 31(3-4): 166 (1948)
- Russula livida (Gillet) J. Schröt., in Cohn, Krypt.-Fl. Schlesien (Breslau) 3.1(33–40): 546 (1889)
- Russula livida var. galochroa (Fr.) J. Schröt., in Cohn, Krypt.-Fl. Schlesien (Breslau) 3.1(33–40): 546 (1889)
- Russula livida J. Schröt., in Cohn, Krypt.-Fl. Schlesien (Breslau) 3.1(33–40): 546 (1889) var. livida
- Russula livida var. virginea (Cooke & Massee) Melzer & Zvára, Arch. Přírodov. Výzk. Čech. 17(4): 70 (1927)
- Russula virginea Cooke & Massee, Grevillea 19(no. 90): 41 (1890) [2]

## Možná záměna
Holubinku bukovku lze lehce zaměnit s hnědavými formami holubinky mandlové , ta má ale daleko větší výtrusy. Další podobný druh je holubinka namodralá , která se liší nelámavými lupeny. Je tu ještě velká spousta holubinek, se kterými je možné si holubinku bukovku splést, ale zmíněné druhy jsou jedlé a celkem i využívané v kuchyni. Jen opravdu nezkušenému houbaři se v košíku objeví místo nazelenalé holubinky smrtelně jedovatá muchomůrka zelená .